# Buchwippe

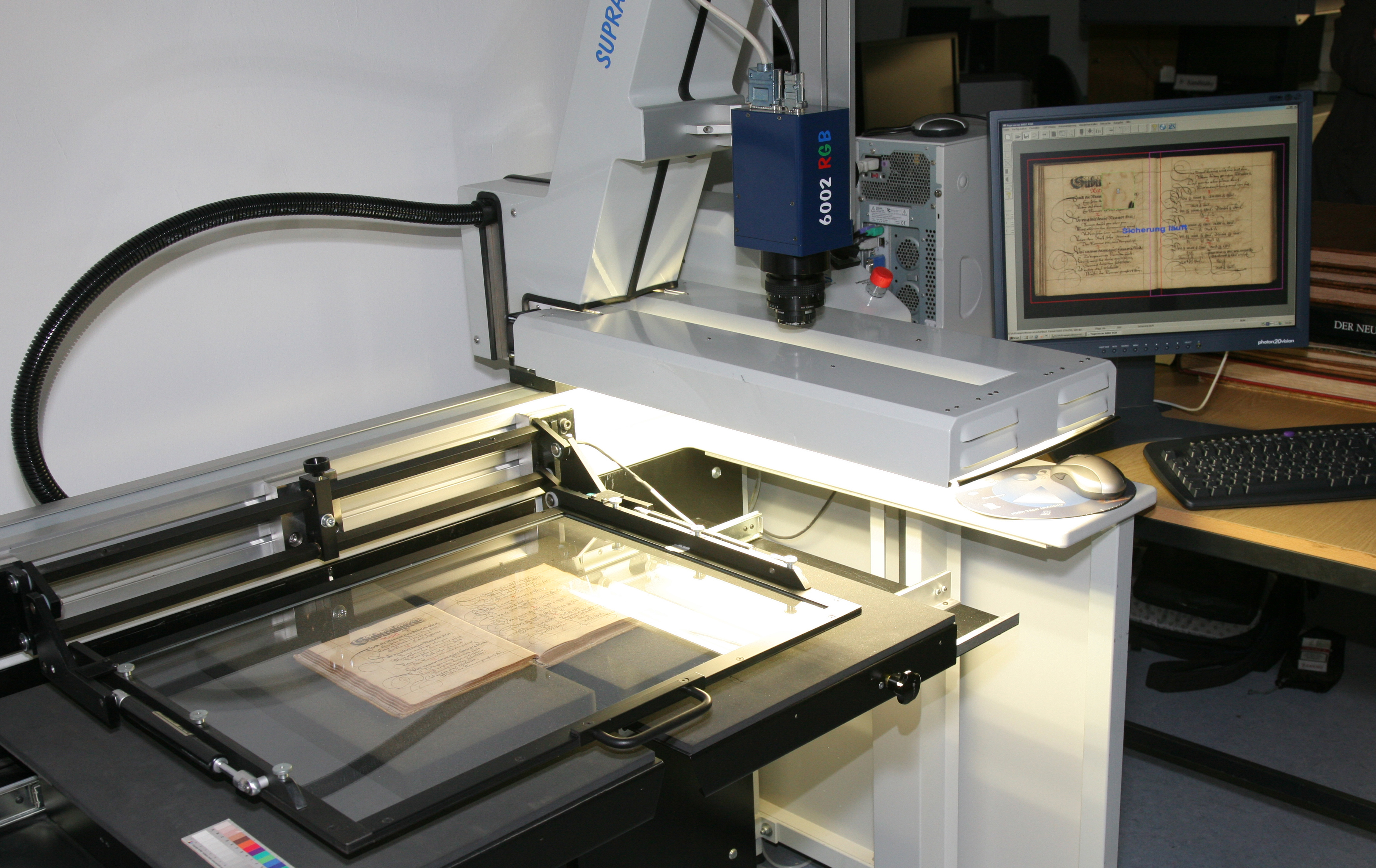
Buchwippe

Eine Buchwippe ist eine Vorrichtung, um das Verfilmen, Digitalisieren oder Kopieren von gebundenen Vorlagen wie Büchern oder gebundenen Zeitschriften zu erleichtern. Sie besteht aus zwei unabhängig voneinander in der Höhe verstellbaren Elementen, auf denen der Band (mit der zu verfilmenden oder digitalisierenden Seite nach oben) so angeordnet wird, dass die Seiten möglichst plan liegen. Bei einigen Buchwippen wird der Band dazu gegen eine Glasplatte gepresst. Buchwippen können je nach Bauweise manuell oder mit Hilfe eines Elektromotors bewegt werden. Die Aufnahme erfolgt mit einer Mikrofilmkamera oder einem Buchscanner. Das Weiterblättern nach erfolgter Aufnahme geschieht in der Regel von Hand, es existieren jedoch auch Geräte zum automatischen Umblättern (im Einsatz z. B. bei der Digitalisierungskomponente von Google Book Search). Einfache Buchwippen gleichen den Höhenunterschied zwischen den Seiten durch Schaumstoffpolster aus. Die plane Oberfläche entsteht dann durch Anpressen an eine Glasplatte.
Buchwippen werden auch als Alternative zu Buchständern in Museen zur Ausstellung verwendet.